# Rolla (Kansas)
Pour les articles homonymes, voir Rolla.
Rolla est un village américain situé dans le comté de Morton, au Kansas. Selon le recensement de 2020, sa population est de 384 habitants.